# Битва біля Ульсану (1904)
Битва біля Ульсану (яп. 蔚山沖海戦, рос. Бой в Корейском проливе) відбулась в ході Російсько-японської війни (1904/05 поміж крейсерами Російського флоту та Імперського військового флоту Великої Японії (яп. 大日本帝国海軍 — Даі-Ніппон Тейкоку Каіґун).

## Історія
У Владивостоку знаходився загін крейсерів Першої Тихоокеанської ескадри «Россия» (1896), "" (1899), «Рюрик» (1892), «Богатырь» (1898), допоміжний крейсер «Лена», 10 торпедних човнів під командуванням контр-адмірала К. П. Ієссена. З початком військових дій вони здійснювали постійні рейдерські дії у напрямку Корейської протоки для полювання за японськими торговими кораблями. Для їхнього блокування у лютому 1904 було вислано 2 дивізіон крейсерів, який у березні обстріляв Владивосток і повернувся під Порт-Артур. Через подальші напади загону крейсерів у квітні японці зосередили у Корейській протоці 9 крейсерів з 2 флоту під командуванням віце-адмірала Гіконодзьо Какімури. У квітні було затоплено три невеликі японські кораблі. 15 травня крейсер «Богатырь» сів на скелі і до кінця війни перебував у ремонті. Учервні 1904 російські крейсери отримали наказ пройти далі на південь до острова Цусіма. Там вони потопили 15 червня 1904 два неозброєні транспортні кораблі та пошкодили третій. Загинуло 1334 осіб, 112 було поранено. Ця подія викликала гостру критику Гіконодзьо Какімури, якому навіть пропонували заради збереження честі здійснити самогубство сеппуку. Ввечері 1 липня трьом російським крейсерам вдалось уникнути бою з японськими крейсерами 2 дивізіону «Ідзумо», «[Адзума (1900)|Адзума]]», «Івате», «Токіва» у супроводі торпедних човнів. Вони не прийняли бою і успішно відійшли завдяки темряві. Атака японських торпедних човнів була безуспішною. У другій половині липня російські крейсери через протоку Цуґару перейшли з Японського моря до Тихого океану. Через це японцям довелось припинити прибережний рух вздовж східного узбережжя островів. Було затоплено чи захоплено декілька японських та англійських, німецьких кораблів, що перевозили японські товари. Японські військові кораблі знову довелось відволікати від блокування Порт-Артуру.

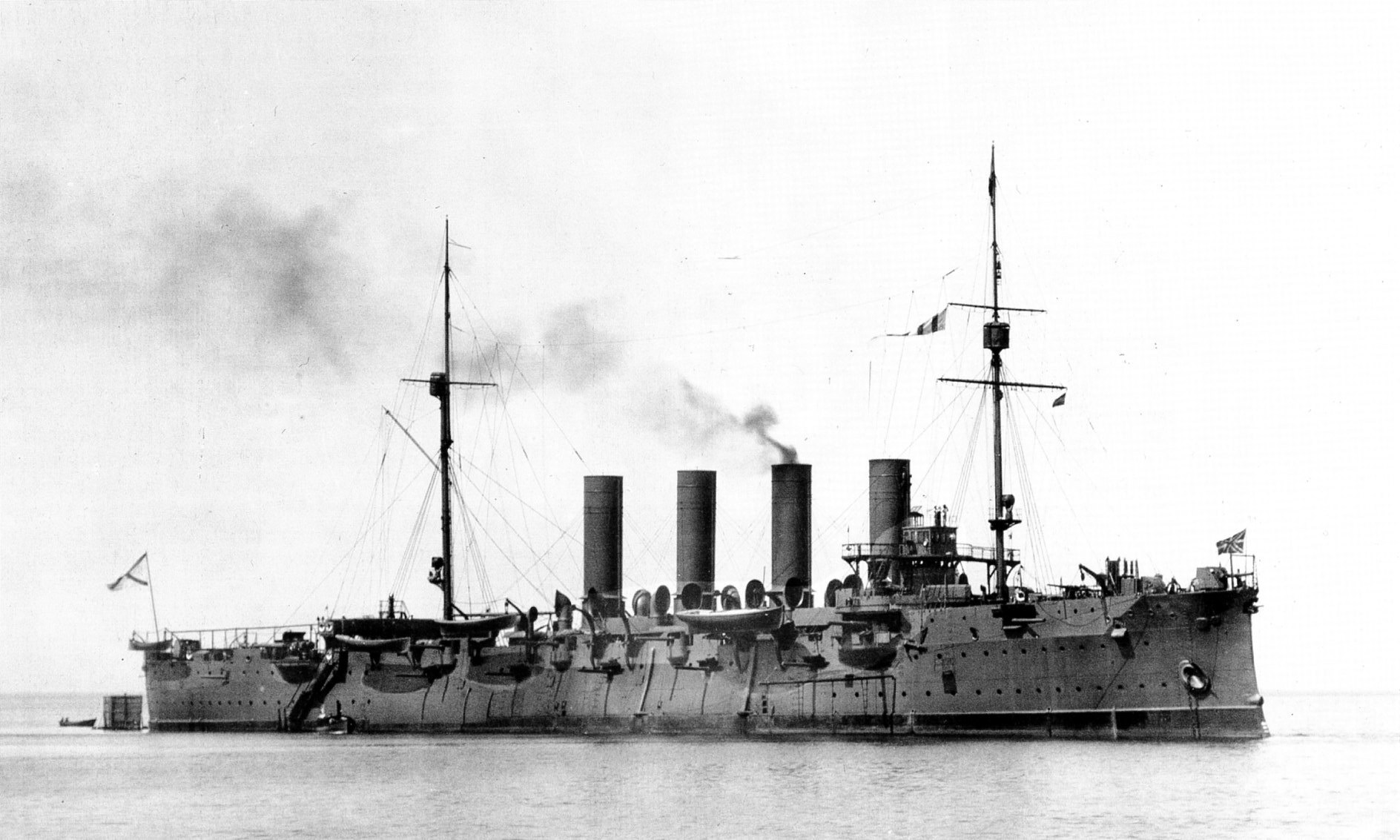
Крейсер "Россия"
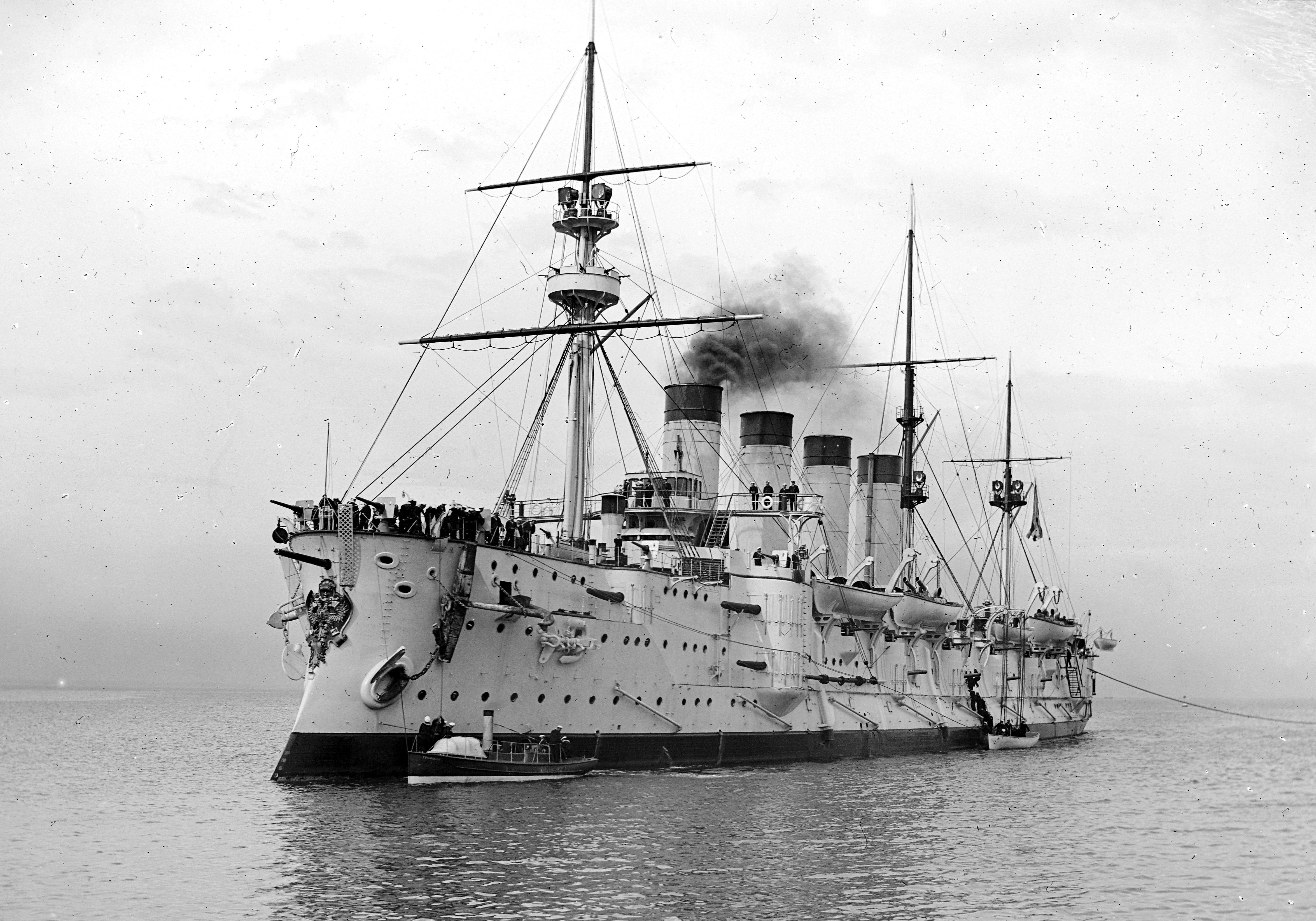
Крейсер "Громобой"
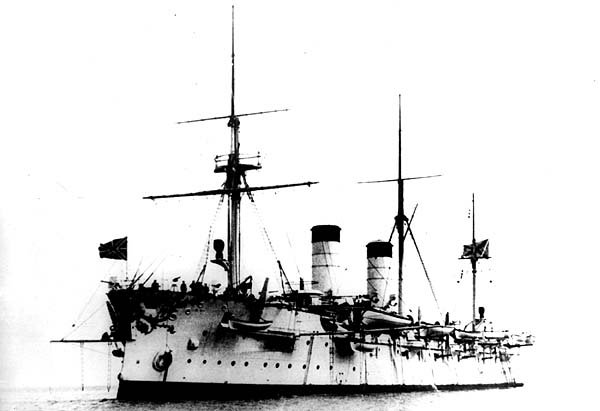
Крейсер "Рюрик"

Задля підтримки спроби прориву кораблів Першої Тихоокеанської ескадри з Порт-Артуру її командувач контрадмірал Вільгельм Вітгефт 10 серпня о 8.30 вислав телеграму з наказом крейсерам вийти в море у Корейську протоку для підтримки ескадри. Через відсутність зв'язку телеграму отримали у Владивостоці 11 серпня близько 16.00, коли битва у Жовтому морі була завершена. До того о 2.00 прийшла телеграма з Мукдену від головнокомандувача Є. І. Алєксєєва «Ескадра вийшла в море, б'ється з ворогом. Вишліть крейсери Корейську протоку». Кораблі не були підготовлені, оскільки ще 5 серпня контр-адмірал Вільгельм Вітгефт повідомляв про намір стояти до кінця у Порт-Артурі. То ж лише 12 серпня о 6.00 три крейсери змогли вийти в море під командуванням контр-адмірала К. П. Ієссена. До того о 1.00 прийшла запізніла телеграма від головнокомандувача Є. І. Алєксєєва із звісткою, що ескадра Вітгефта зранку 10 серпня вийшла в море. Було зрозуміло, що крейсери не встигнуть підтримати ескадру у Корейській протоці, але було реальним об'єднання у Японському морі. У Владивостоці просто впродовж двох днів не знали про поразку ескадри. За японськими даними інформацію про вихід 3 крейсерів вони отримали 12 серпня з британських газет.

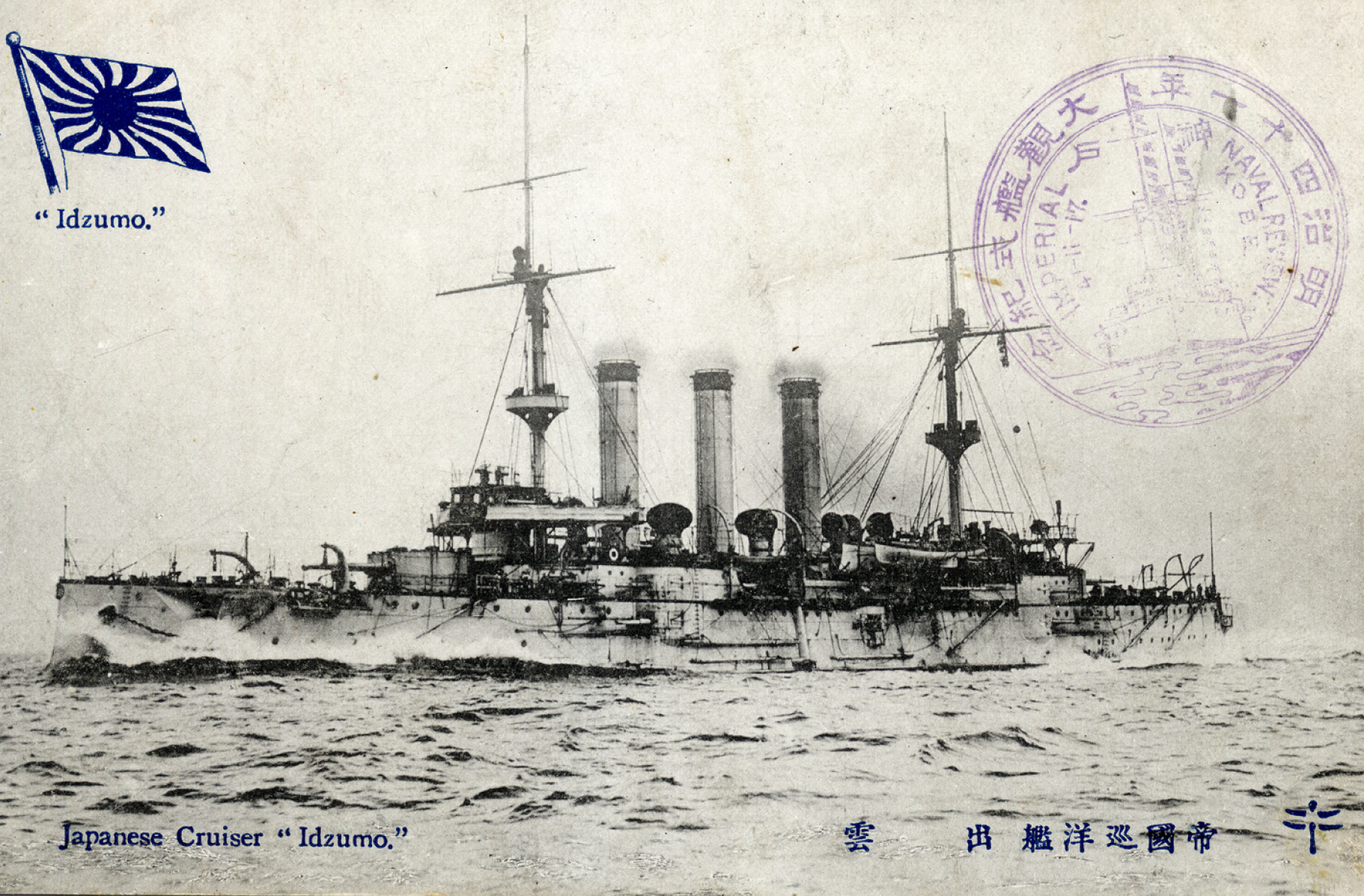
"Ідзумо"
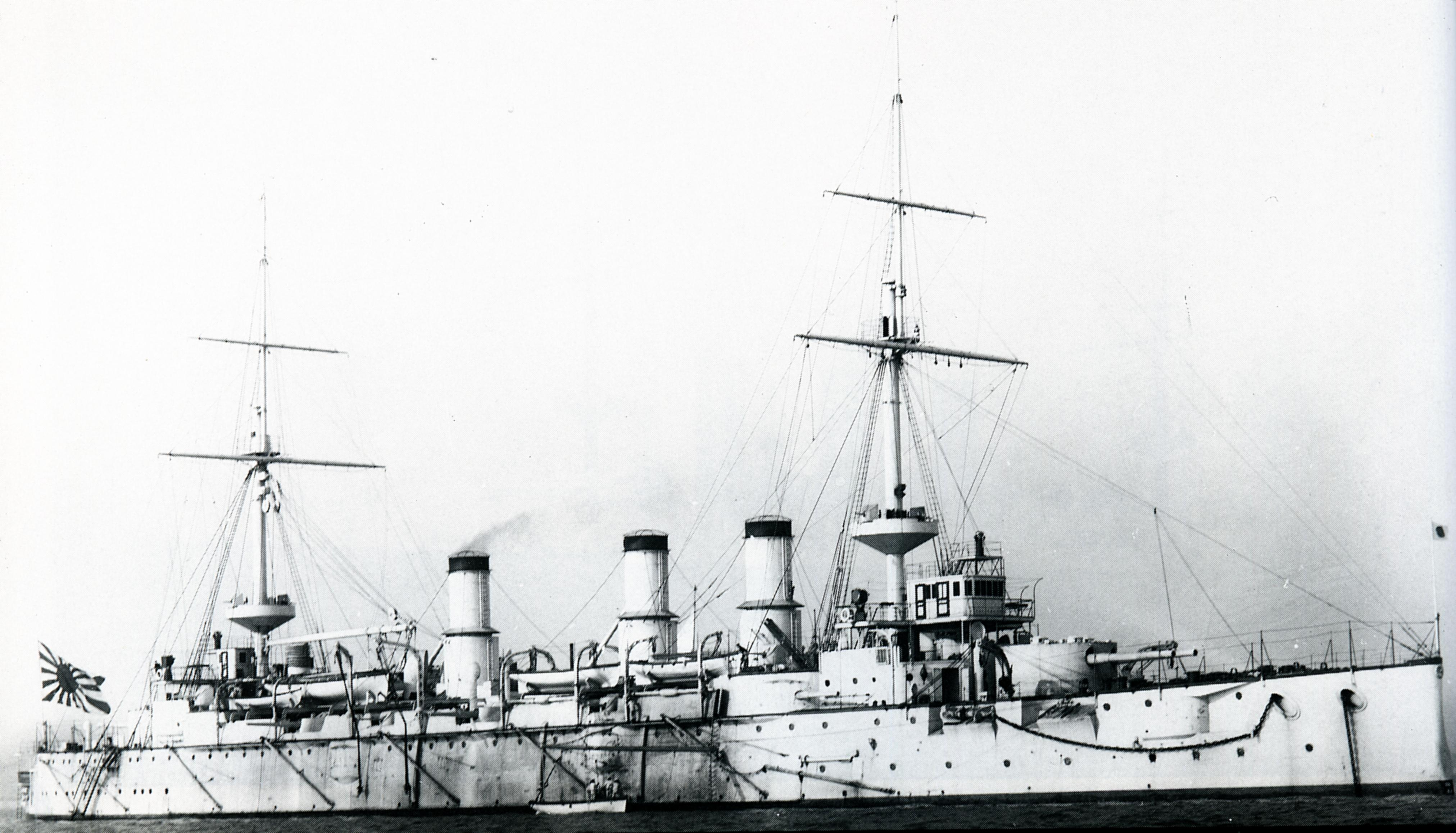
"Адзума"
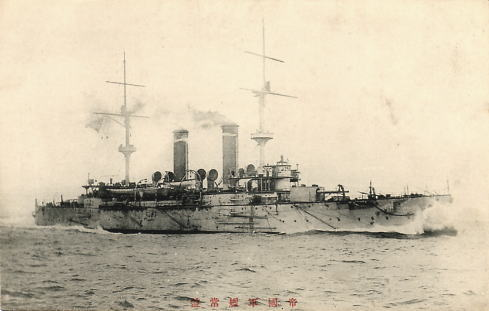
"Токіва"
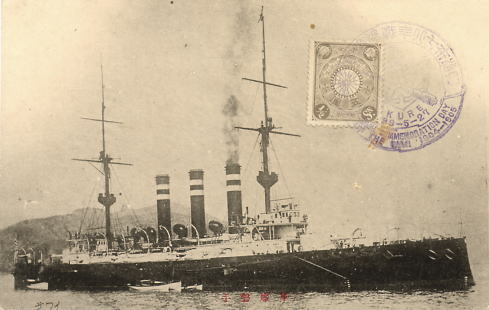
"Івате"
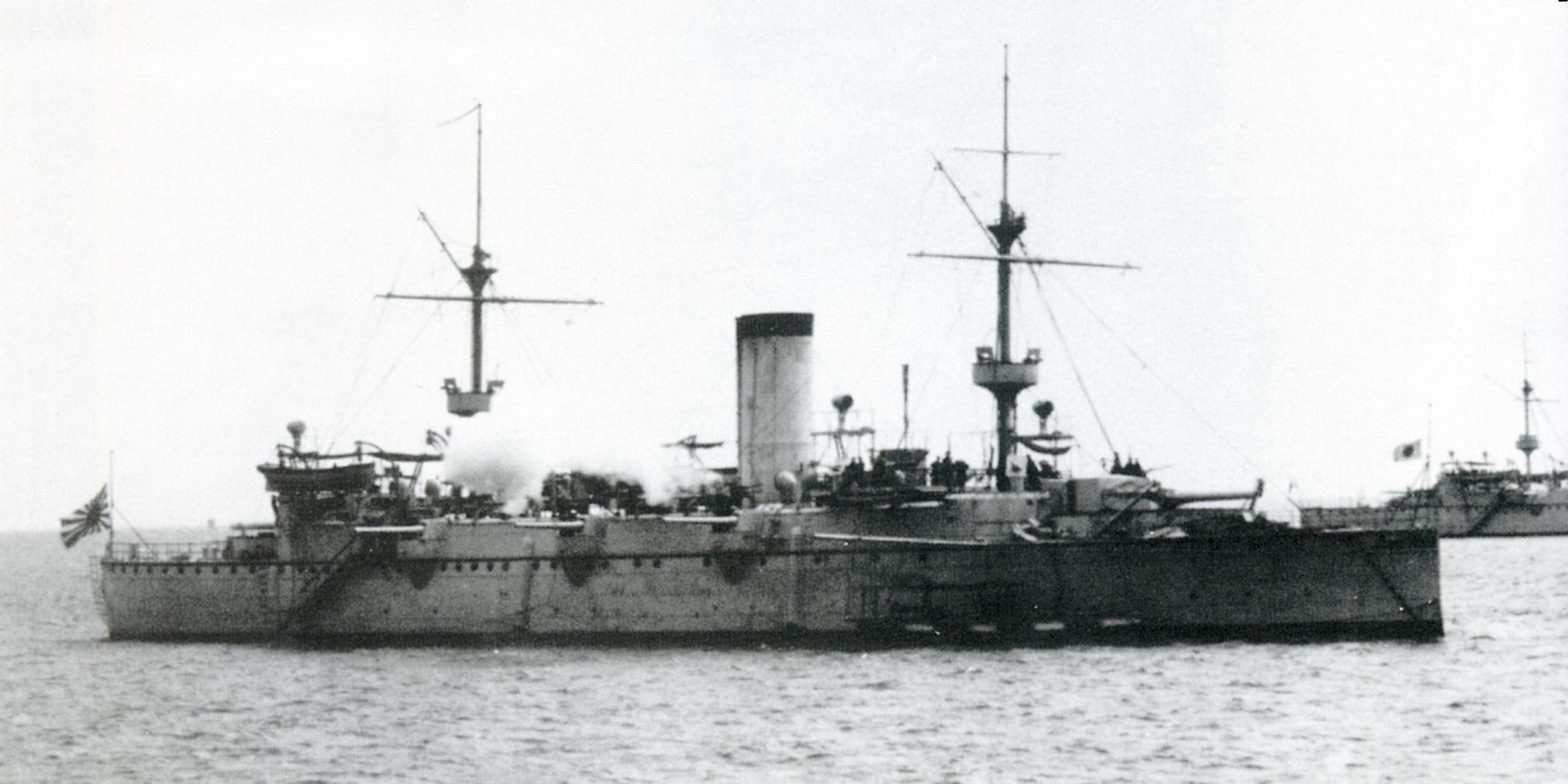
"Наніва"

## Бій
Крейсери віце-адмірала Гіконодзьо Какімури на 12 серпня знаходились у Корейській протоці задля недопущення прориву окремих кораблів Першої ескадри до Владивостоку. Крім того разом з крейсерами тут патрулювало шість дивізіонів міноносців, торпедних катерів. У районі Ульсану о 4.35 крейсери Ієссена пройшли мимо чотирьох крейсерів 2 дивізіону, не помітивши їх. Японці помітили у морі вогні і о 4.55 ідентифікували ворожі крейсери, відтявши їм шлях відступу. Російські крейсери згідно інструкцій командування дійшли до паралелі Пусану, де повинні були патрулювати до полудня і зустріти ескадру Вітгефта. Там вони помітили за 11 км японців і о 5.05 змінили курс на східний, що повторив ворожий загін. О 5.23 перший постріл з відстані 8,3 км здійснив «Ідзумо», за ним «Токіва», «Адзума», «Івате». За хвилю відповіли крейсери Ієссена, які близько 6.00 виконали розвернулись північний захід. З півдня о 5.30 підійшли однотипні крейсери «Наніва» і «Такачіго». При розвороті «Россия» внаслідок попадання зменшив швидкість, а останній у строю «Рюрик» отримав декілька попадань і о 6.28 втратив керування через пошкодження стерна. Крейсери «Россия» і «Громобой» маневрували навколо нього, намагаючись захистити від ворожого обстрілу і отримуючи нові пошкодження. Від їхнього вогню пошкодження отримав «Івате». О 8.20 стало зрозуміло, що відновити керування «Рюрика» неможливо, і задля збереження два крейсери пішли на північ. Паралельно йшли японські крейсери, ведучи прицільний вогонь. У них закінчувався боєзапас і о 10.04 Какімура наказав припинити переслідування і повернути назад.
На той час «Рюрик» втратив хід, перестав відповідати вогнем «Наніва» і «Такачіго», що його обстрілювали. На ньому прийняв командування вахтовий офіцер П. П. Іванов-Тринадцятий. При підході крейсерів Какімури і нових крейсерів з півдня Іванов-ХІІІ наказав затопити «Рюрика». Через знищення усіх рятувальних засобів моряки рятувались за допомогою плаваючих уламків дерева. О 10.42 крейсер затонув. 626 членів команди з води підняли японці. З них 305 було поранено. Загинуло чи втопилось 204 моряки.
Крейсери «Громобой» і «Россия» більше не відіграли ніякої ролі у російсько-японській війні. Вони були поставлені на ремонт, а «Громобой» у листопаді 1904 сів на скелі і потребував нового відновлення. Ремонт найбільш пошкодженого «Івате» тривав до 19 серпня, решта кораблів отримали незначні пошкодження, що не потребували їхнього перебування у доках.

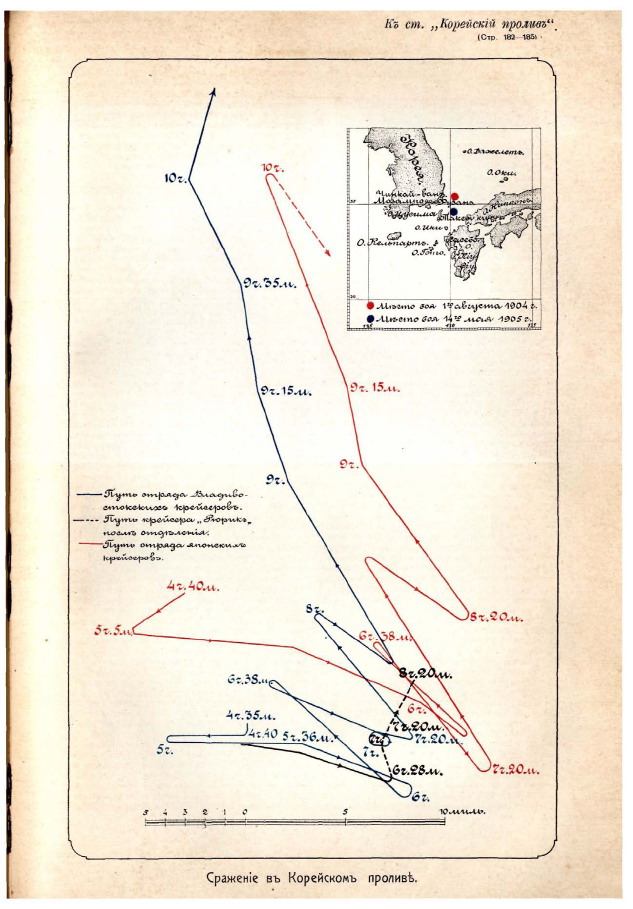
Схема бою біля Ульсану

### Результати бою
|                    |                     |                    |                         |
| Назва              | Основне озброєння   | Кількість попадань | Втрати екіпажу          |
| Російські крейсери |                     |                    |                         |
| «Россия»           | 4×203-мм 16×152-мм  |                    | 48 вбито, 165 поранено  |
| «Громобой»         | 4×203-мм 16×152-мм  |                    | 91 вбито, 185 поранено  |
| «Рюрик»            | 4×203-мм 16×152-мм  |                    | 204 вбито, 305 поранено |
|                    |                     |                    |                         |
| Разом              | 12×203-мм 48×152-мм |                    | 300 вбито, 635 поранено |
| Японські крейсери  |                     |                    |                         |
| «Ідзумо»           | 4×203-мм 14×152-мм  | 20                 | 2 вбито, 17 поранено    |
| «Адзума»           | 4×203-мм 12×152-мм  | 10                 | 10 вбито, 8 поранено    |
| «Токіва»           | 4×203-мм 14×152-мм  | декілька           | 3 поранено              |
| «Івате»            | 4×203-мм 14×152-мм  | понад 10           | 40 вбито, 47 поранено   |
|                    |                     |                    |                         |
| «Наніва»           | 8×152-мм            |                    |                         |
| «Такачіхо»         | 8×152-мм            |                    |                         |
|                    |                     |                    |                         |
| Разом              | 16×203-мм 70×152-мм |                    | 55 вбито, 75 поранено   |